# Calyptoliva amblys
Calyptoliva amblys is een slakkensoort uit de familie van de Olividae. De wetenschappelijke naam van de soort is voor het eerst geldig gepubliceerd in 2007 door Kantor & Bouchet.